# Mouvement progressiste du peuple
Le Mouvement progressiste du peuple (en anglais : People's Progressive Movement, abrégé en PPM) est un parti politique caïmanien fondé en 2002. Il a été majoritaire de 2005 à 2009, puis de nouveau de 2013 à 2021.

## Historique
Le Mouvement progressiste du peuple (PPM) est fondé en 2002 par Kurt Tibbetts qui venait d'être renversé comme chef du gouvernement des îles Caïmans par le nouveau parti fondé par McKeeva Bush. Le PPM devient donc l'opposition officielle. En 2005, il se présente pour la première fois aux élections législatives et remporte neuf sièges sur quinze. Il retourne dans l'opposition lors des élections de 2009.
En 2011, Kurt Tibbetts laisse le leadership du parti à Alden McLaughlin qui mène le PPM à la victoire lors des élections de 2013. Après les élections de 2017 qui voient des candidats indépendants devenir le groupe le plus important avec neuf représentants sur dix-neuf, le PPM, avec sept représentants et son principal adversaire, le Parti démocratique caïmanien et ses trois représentants, signent un accord de coalition qui maintient McLaughlin comme Premier ministre.

## Liens
- site officiel du PPM